# Мальфиль, Жан-Пьер Фелисьен
Жан-Пьер Фелисьен Мальфиль (фр. Jean Pierre Félicien Mallefille; 3 мая 1813[…], Порт-Луи — 24 ноября 1868[…], Буживаль) — французский драматург и прозаик, дипломат.

## Биография
Окончил Коллеж Станислава в Париже. В 1848—1849 годах был временным поверенным в делах в Лиссабоне.
Состоял в отношениях с Жорж Санд.

## Творчество
Автор драм «Glenarvon», «Sept enfants de Lara», «Paysans des Alpes», «Randal», «Tiegault le loup», «Enfants blancs», "Le Neveu du merci"er, «Forte-Spada l’aventurier», «Le Cœur et la Dot», "Les Mères repentie"s, «Les Deux Veuves», «Les Sceptiques» и других, романов «Le capitaine la Rose», «Le Collier», «Marcel», «Crimes célèbres», «Monsieur Corbeau», «Mémoires de Don Juan», «La Confession du gaucho».
Самое известное его произведение — «Les mémoires de Don Juan». Его комедия «Le coeur et la dot» была репертуарной пьесой в французском театре.
Создал сценарий на французском языке, который должен был стать основой либретто для оперы «Sardanapalo» Ференца Листа, но предоставил его так поздно, что Лист, разгневанный его ненадежностью, заказал итальянское либретто у другого автора; в конце концов, опера так и не была завершена.